# Феникс (международный аэропорт, Санья)

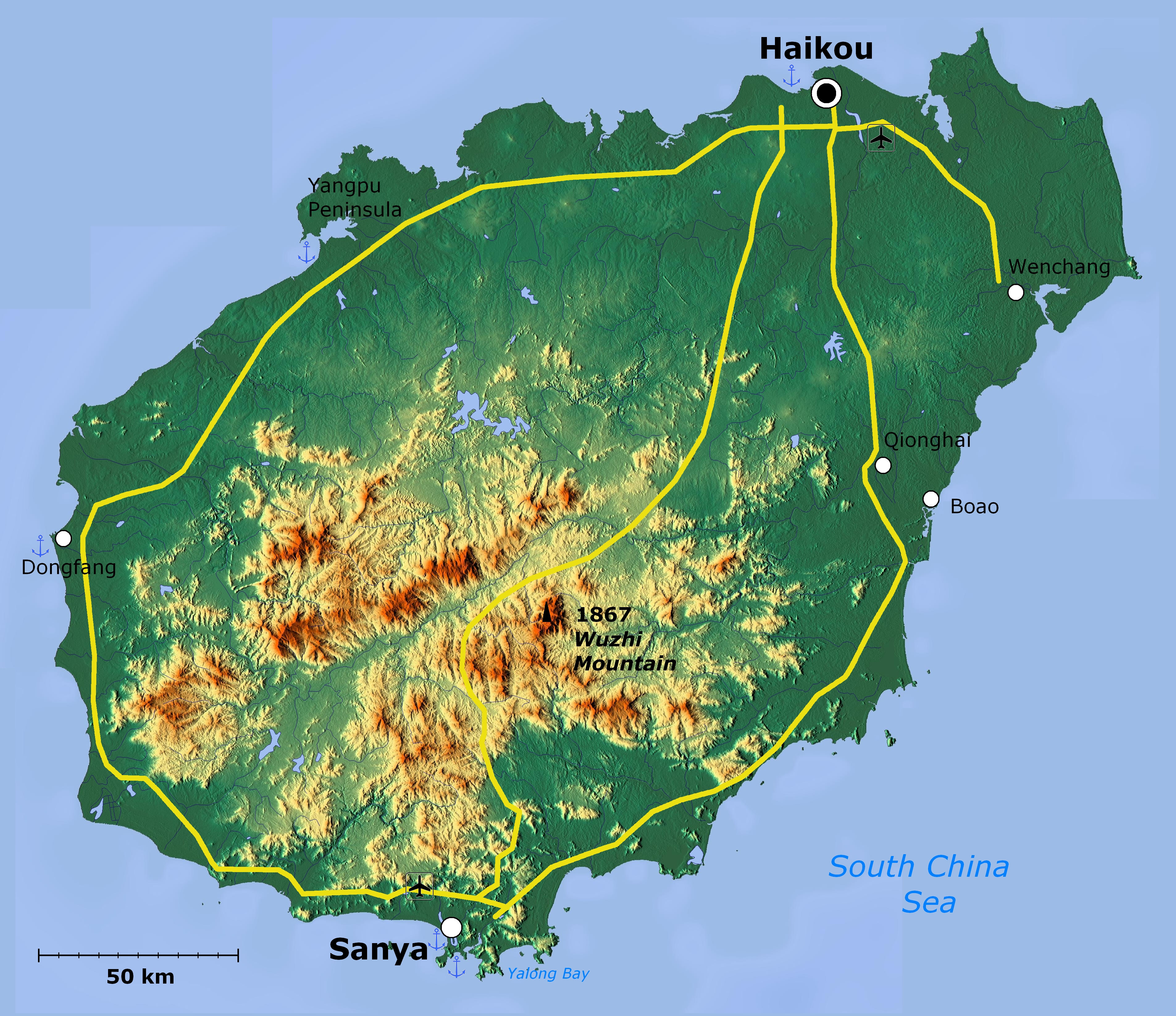
Физическая карта острова Хайнань.
На севере острова — аэропорт Мэйлань в пригороде Хайкоу,
на юге — аэропорт Санья Феникс.

Международный аэропорт Санья Феникс (кит. трад. 三亞鳳凰國際機場, упр. 三亚凤凰国际机场) (код: IATA: SYX, ICAO: ZJSY) — аэропорт в городе Санья на острове Хайнань, в одноимённой, самой южной провинции Китая. Он расположен примерно в 15 км (9 милях) к северо-западу от центра города. Занимает площадь около десяти тысяч гектаров. Взлётно-посадочная полоса длиной 3400 метров и шириной 60 метров удовлетворяет требованиям для взлёта и посадки Boeing 747, Airbus A340 и других больших самолётов. В 2014 году аэропорт города Санья принял 16 191 930 пассажиров, что делает его 18-м среди аэропортов Китая по количеству обслуживаемых пассажиров. Небольшой размер не мешает аэропорту играть важную роль в приёме туристов на остров Хайнань, являющийся международным центром туризма.

## Наземный транспорт
Аэропорт Саньи «Феникс» обслуживает железнодорожный вокзал высокоскоростной железной дороги Хайнаньское западное кольцо, открытый 30 декабря 2015 года и расположенный к северу от аэропорта. Первоначально он соединялся с железнодорожным вокзалом Саньи скоростной железной дороги скоростной железной дороги Хайнаньское восточное кольцо (10 км к востоку) и обеспечивает частые высокоскоростные железнодорожные перевозки по нескольким точкам вдоль восточного побережья Хайнаня.

## Галерея

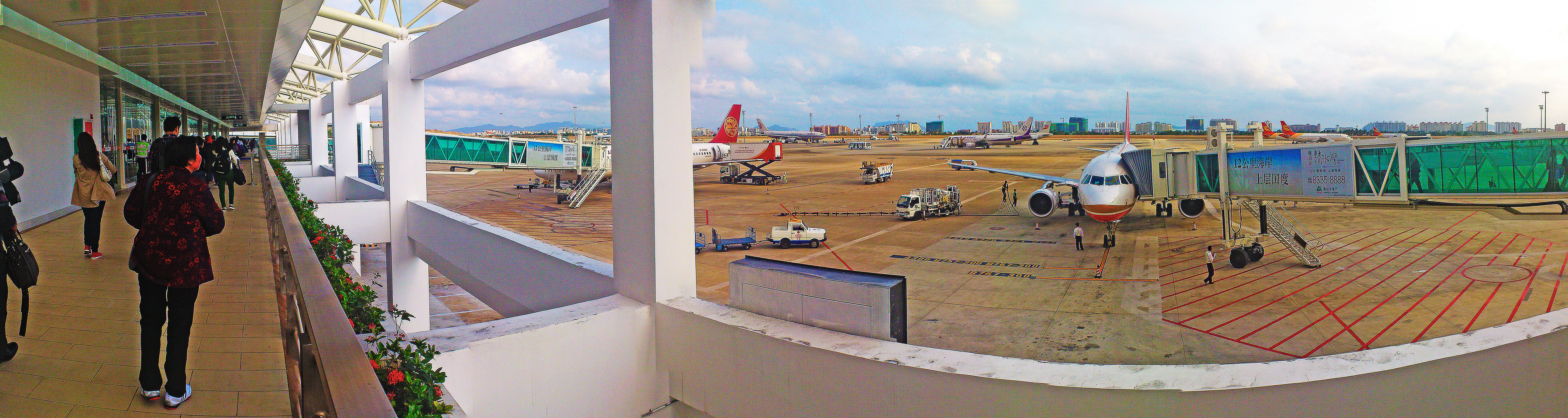
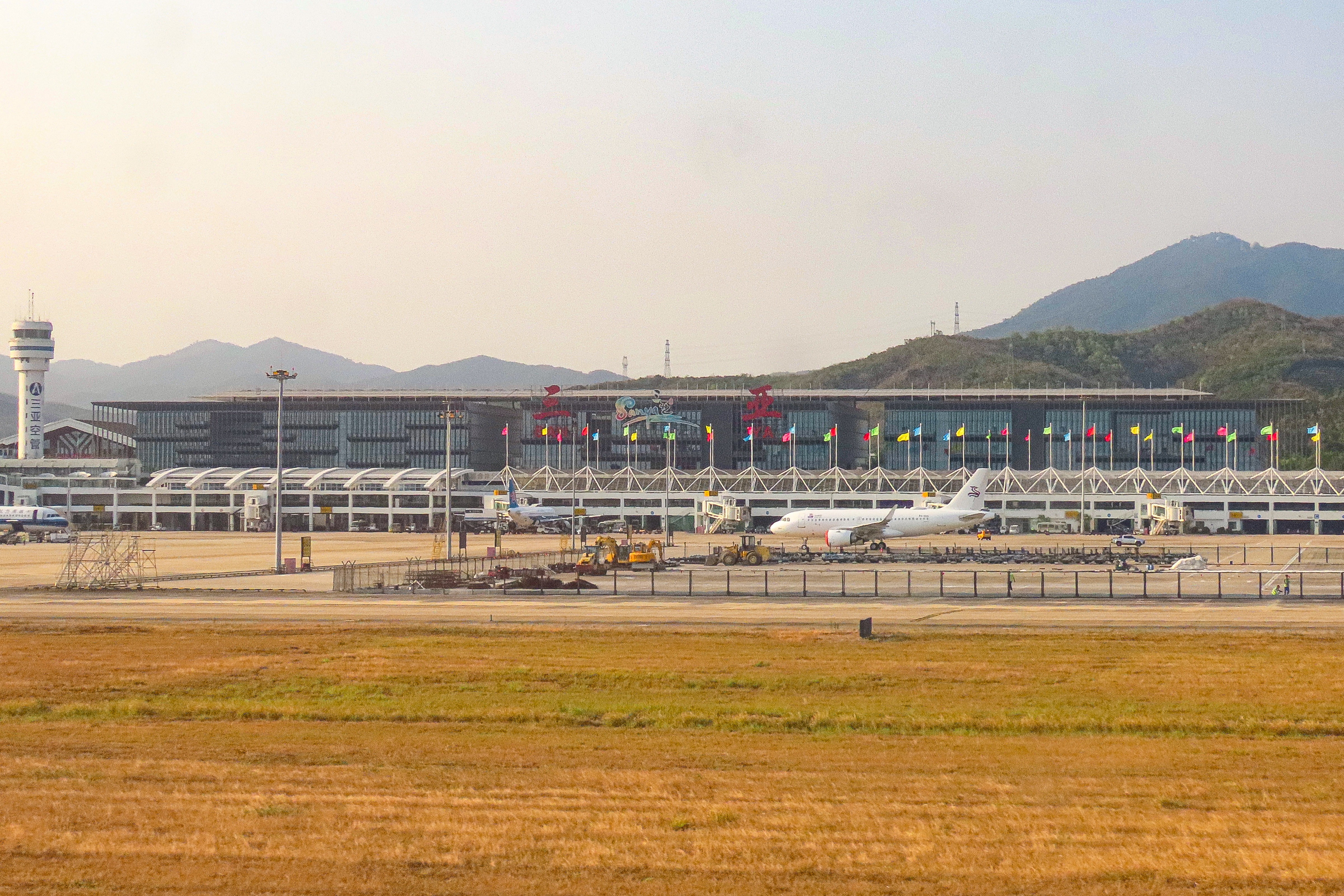
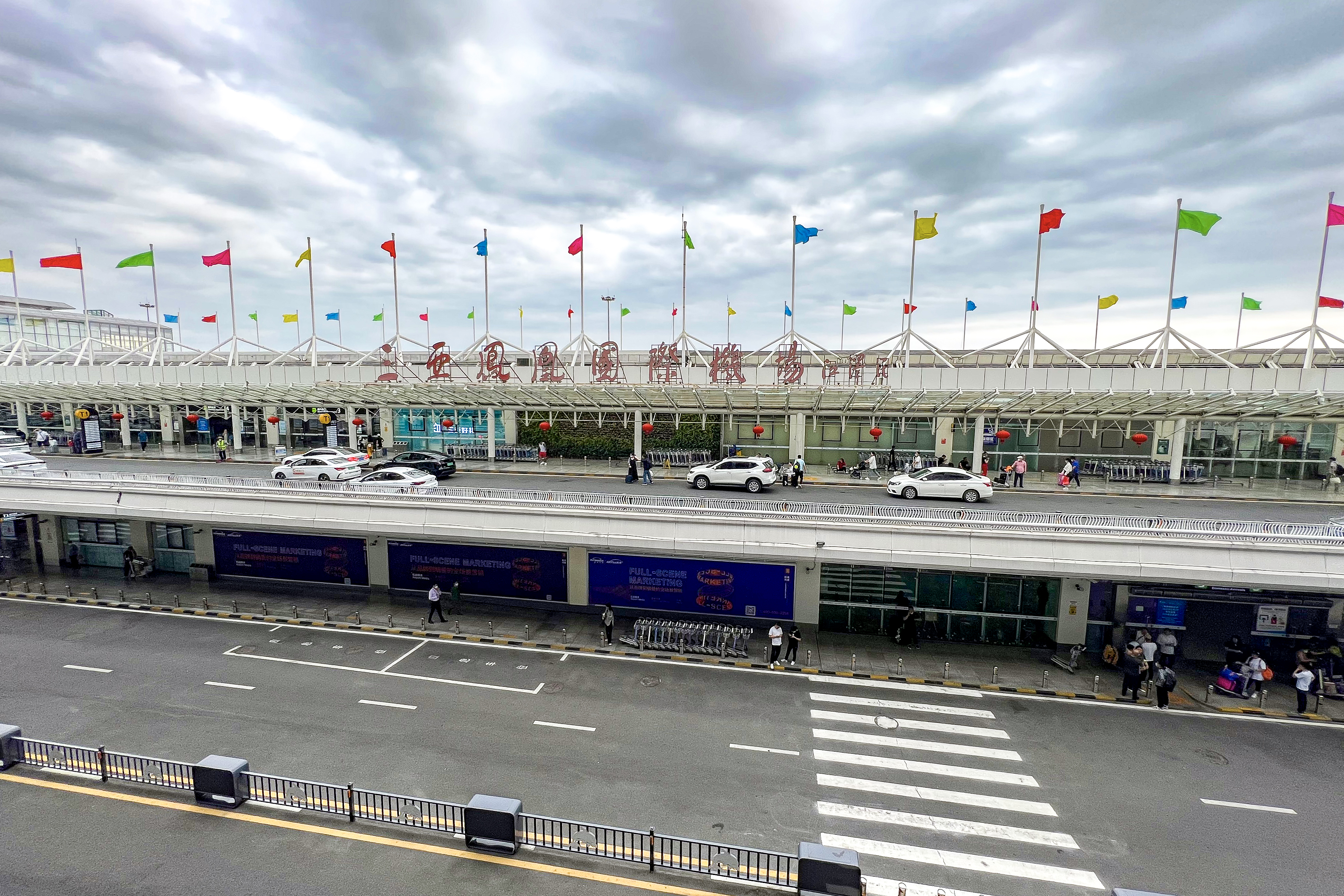
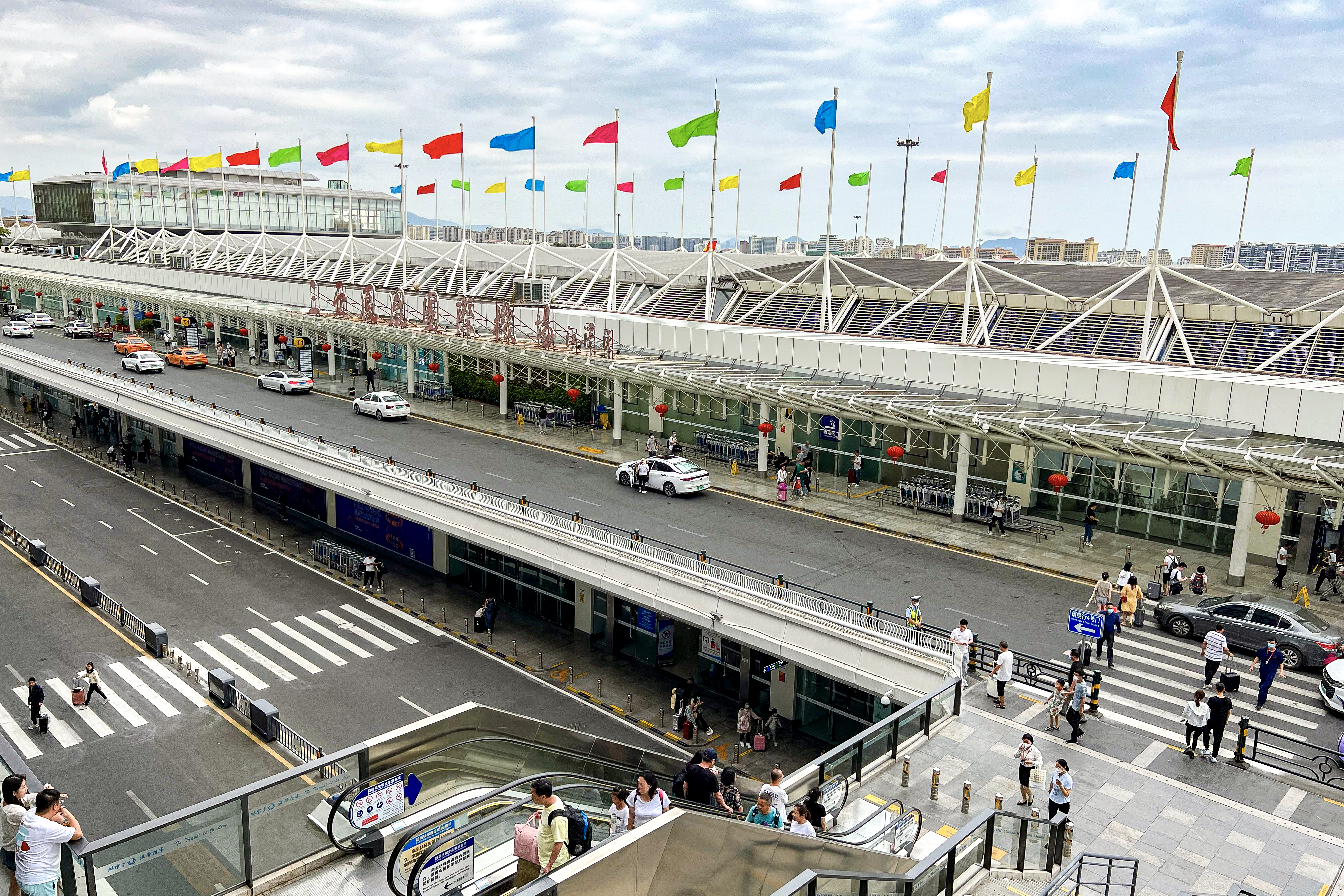
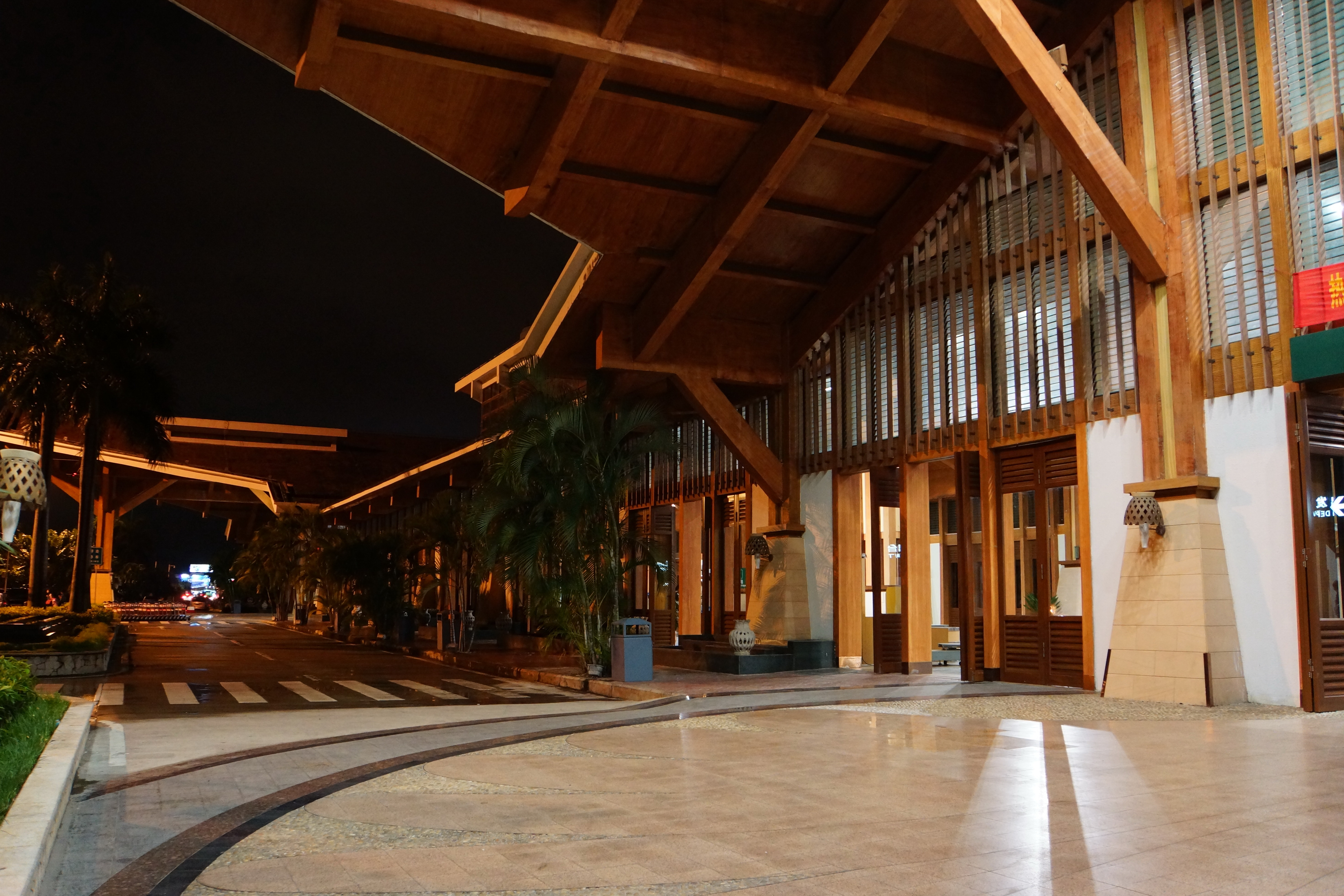
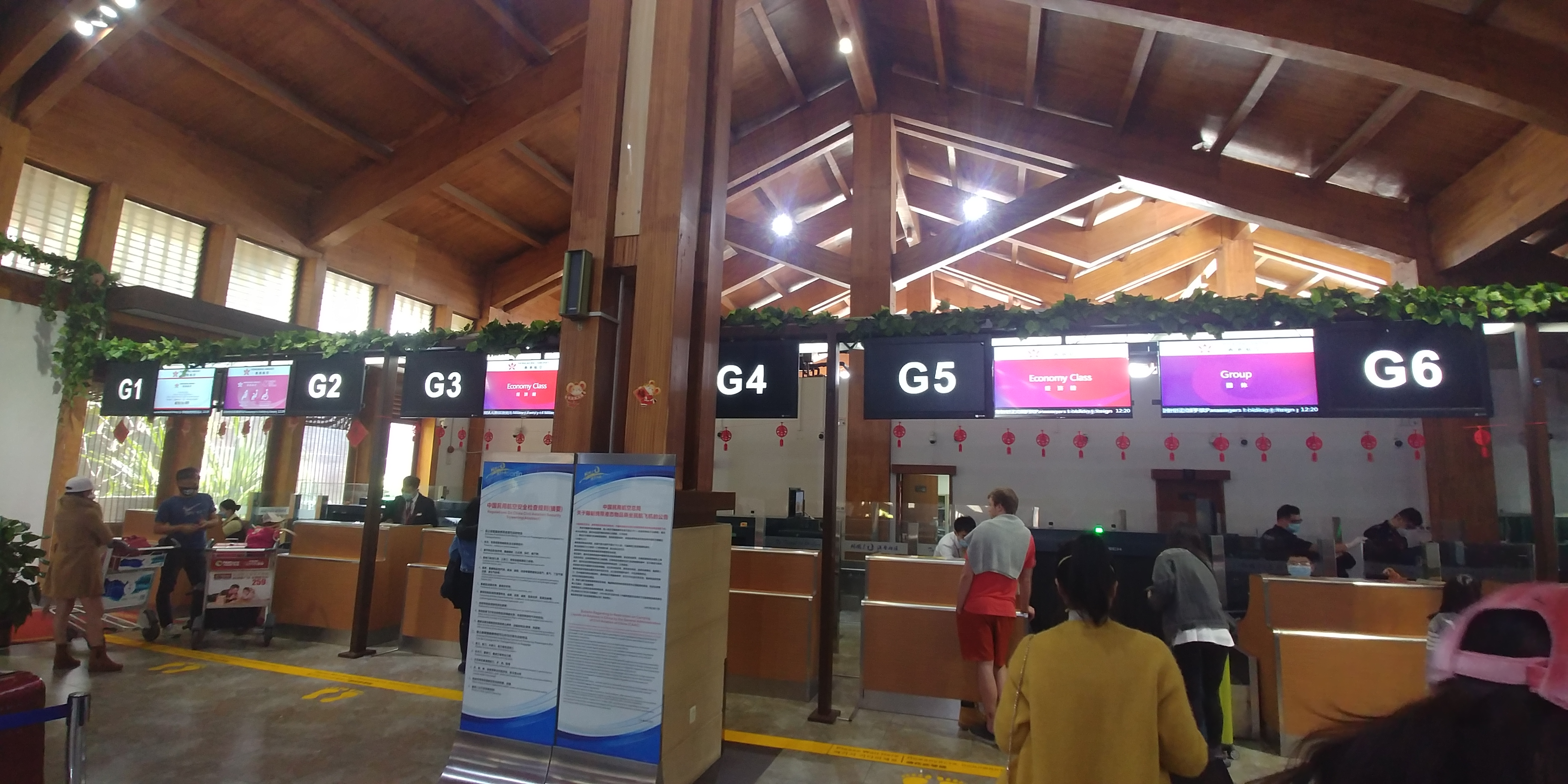
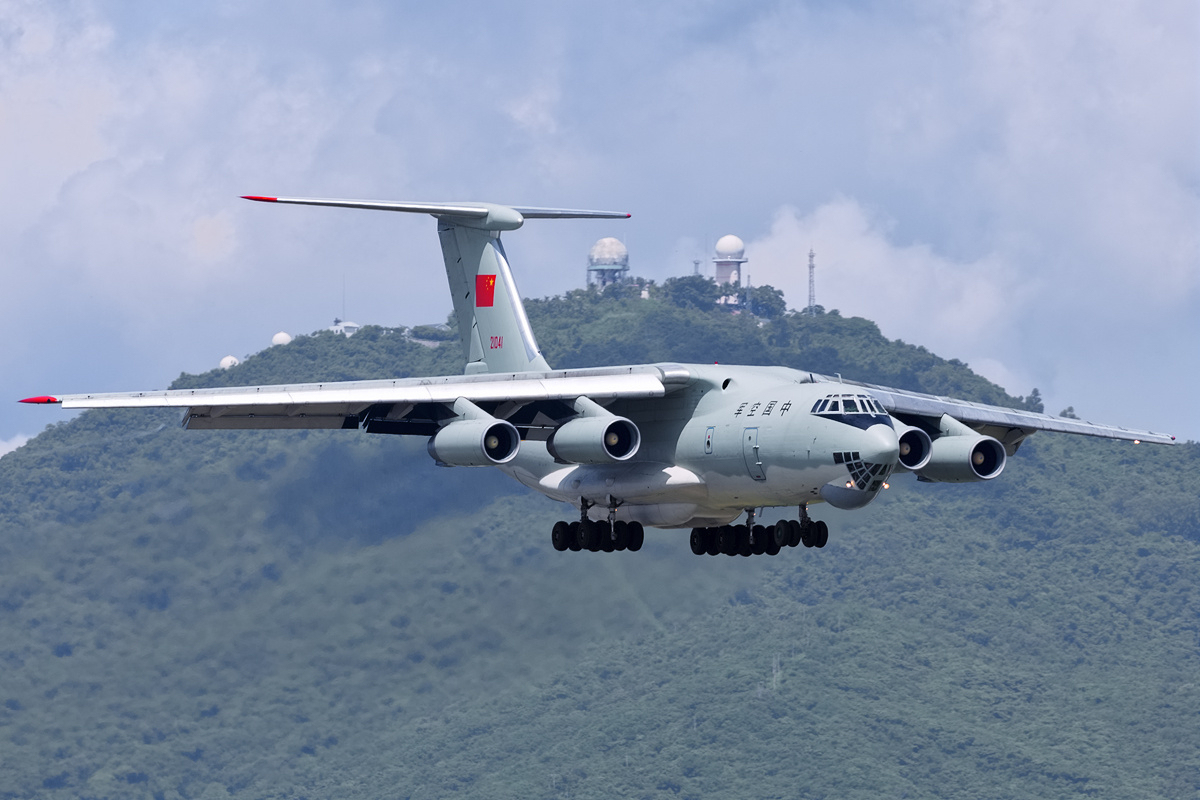